# Sundatyphlops polygrammicus
Sundatyphlops polygrammicus — вид змій родини сліпунів (Typhlopidae). Мешкає в Індонезії та Східному Тиморі. Це єдиний представник монотипового роду Sundatyphlops.

## Підвиди
Виділяють п'ять підвидів:
- Sundatyphlops polygrammicus brongersmai (Mertens, 1929) — Сумба;
- Sundatyphlops polygrammicus elberti (Roux, 1911) — Ломбок;
- Sundatyphlops polygrammicus florensis (Boulenger, 1897) — Флорес;
- Sundatyphlops polygrammicus polygrammicus (Schlegel, 1839) — Тимор;
- Sundatyphlops polygrammicus undecimlineatus  (Mertens, 1927) — Сумбава.

## Поширення і екологія
Sundatyphlops polygrammicus мешкають на островах Сумба, Ломбок, Флорес, Тимор, Сумбава, Комодо, Нуса-Пеніда і Мойо в архіпелазі Малих Зондських островів. Вони живуть в сухих і вологих тропічних лісах, в тріщинах серед скель, під поваленими деревами і валунами. Зустрічаються на висоті до 1200 м над рівнем моря.